# Epitrépontes
Epitrépontes o El arbitraje (Ἐπιτρέποντες / Ĕpitrĕpontĕs) es una comedia de Menandro de la que se conserva aproximadamente la mitad. Relata la historia de Pánfila y Carisio, junto a quienes aparecen otros personajes típicos: el esclavo, la hetera, la citarista Habrótono, un cocinero, etc. Durante un viaje que lo ha llevado a ausentarse un tiempo fuera de casa, Carisio se entera de que su mujer, Pánfila, ha tenido un hijo con otro hombre, criatura que la madre ha entregado a una nodriza para que se deshaga de él. Al final se descubrirá, gracias a un anillo que llevaba la criatura, que el niño es hijo de Carisio, quien había violado a Pánfila durante una fiesta sin que ninguno de los dos padres se acordaran del incidente. Las lagunas del texto no permiten muchos más detalles. 
El título de la obra corresponde a la discusión que entablan dos esclavos, Daos y Sirisco, acerca de quién de los dos debe quedarse con una bolsa que contiene algunos objetos personales del niño, entre ellos el anillo que permitirá la identificación final. Es posible que la obra concluyera con la reconciliación de los dos esposos, Carisio y Pánfila.